# Nati nel 1796
| Questa pagina contiene informazioni ricavate automaticamente dalle voci biografiche con l'ausilio del template Bio e di un bot. L'aggiornamento è periodico e automatico e ricostruisce completamente la pagina. Se manca una persona in questa lista, sei pregato di non aggiungerla, ma accertati piuttosto che la sua voce biografica contenga il template Bio e che i dati anagrafici siano correttamente compilati. Se il template Bio manca, inseriscilo tu stesso o, in alternativa, metti l'avviso {{tmp\|Bio}} che ne segnala la mancanza. Se i dati riportati sono sbagliati, correggi direttamente la voce biografica; le modifiche saranno visibili in questa lista entro pochi giorni. Per chiarimenti vedi il progetto biografie. La lista contiene solo le 268 persone che sono citate nell'enciclopedia e per le quali è stato implementato correttamente il template Bio. Pagina aggiornata al 18 lug 2025. |

## Gennaio(24)
- 3 gennaio - Johann Baptist Streicher, artigiano austriaco († 1871)
- 7 gennaio - Carlotta Augusta di Hannover, principessa britannica († 1817)
- 7 gennaio - Giambattista Casnighi, religioso e patriota italiano († 1862)
- 14 gennaio - Charles de Charette de La Contrie, ufficiale francese († 1848)
- 15 gennaio - Pavel Petrovič Liprandi, generale russo († 1864)
- 15 gennaio - Andrea Vochieri, patriota italiano († 1833)
- 16 gennaio - Robert Carrington, II barone Carrington, nobile e politico inglese († 1868)
- 18 gennaio - Charles de Brouckère, politico belga († 1860)
- 19 gennaio - Gaspare Grassellini, cardinale italiano († 1875)
- 20 gennaio - Jacques-Marie-Adrien-Césaire Mathieu, cardinale e arcivescovo cattolico francese († 1875)
- 21 gennaio - Maria d'Assia-Kassel, nobildonna († 1880)
- 21 gennaio - Jean-François Legendre-Héral, scultore francese († 1851)
- 23 gennaio - Karl Ernst Claus, chimico tedesco († 1864)
- 23 gennaio - Jean Reboul, poeta francese († 1864)
- 23 gennaio - Heinrich Soussmann, flautista e compositore tedesco († 1848)
- 25 gennaio - William MacGillivray, naturalista britannico († 1852)
- 25 gennaio - Jakob Laurentz Studach, vescovo cattolico svizzero († 1873)
- 25 gennaio - Benedetto Viale Prelà, medico italiano († 1874)
- 28 gennaio - Friedrich Wilhelm Krummacher, teologo tedesco († 1868)
- 29 gennaio - Francesco Lacedelli, alpinista italiano († 1886)
- 29 gennaio - Giovanni Renier, vescovo cattolico italiano († 1871)
- 31 gennaio - Joseph Paul Gaimard, naturalista francese († 1858)
- 31 gennaio - Nathaniel Jocelyn, pittore e incisore statunitense († 1881)
- 31 gennaio - Wilhelm Gotthelf Lohrmann, astronomo, cartografo e meteorologo tedesco († 1845)

## Febbraio(20)
- 5 febbraio - Johannes von Geissel, cardinale tedesco († 1864)
- 6 febbraio - John Stevens Henslow, botanico inglese († 1861)
- 7 febbraio - Marie-Françoise Perroton, religiosa francese († 1873)
- 8 febbraio - Barthélemy-Prosper Enfantin, imprenditore e scrittore francese († 1864)
- 9 febbraio - Samuel Jurkovič, pedagogo e attivista slovacco († 1873)
- 10 febbraio - Henry De la Beche, geologo e paleontologo britannico († 1855)
- 11 febbraio - Giovanni Pacini, compositore italiano († 1867)
- 14 febbraio - Valentín Carderera, pittore e storico dell'arte spagnolo († 1880)
- 14 febbraio - Bernardo Quaranta, archeologo e epigrafista italiano († 1867)
- 15 febbraio - Pëtr Fëdorovič Anžu, navigatore, esploratore e ammiraglio russo († 1869)
- 17 febbraio - Frederick William Beechey, ammiraglio, cartografo e esploratore inglese († 1856)
- 17 febbraio - Philipp Franz von Siebold, medico e botanico tedesco († 1866)
- 18 febbraio - Vincenzo Santucci, cardinale italiano († 1861)
- 19 febbraio - Demetrio Leonardi, farmacista, chimico e geologo italiano († 1881)
- 20 febbraio - Lázár Mészáros, generale ungherese († 1858)
- 21 febbraio - Giorgio Bernardo di Anhalt-Dessau, principe († 1865)
- 22 febbraio - Adolphe Quetelet, astronomo e statistico belga († 1874)
- 27 febbraio - James Planché, scrittore e drammaturgo inglese († 1880)
- 29 febbraio - Niccolò Cerbara, medaglista e incisore italiano († 1869)
- 29 febbraio - Giovanni Moriggia, nobile e pittore italiano († 1878)

## Marzo(23)
- 2 marzo - Elliott Cresson, filantropo statunitense († 1854)
- 4 marzo - Giuseppe Gabetti, compositore, violinista e direttore d'orchestra italiano († 1862)
- 4 marzo - Charles Jacquinot, ammiraglio e generale francese († 1879)
- 5 marzo - Gaetano Rossini, arcivescovo cattolico italiano († 1890)
- 10 marzo - Engelbert von Landsberg-Velen und Steinfurt, politico prussiano († 1878)
- 12 marzo - Paul Constant Billot, botanico francese († 1863)
- 14 marzo - Anton Haizinger, tenore e cantante lirico austriaco († 1869)
- 15 marzo - Bartolomeo Fenaroli Avogadro, politico italiano († 1869)
- 16 marzo - Cincinnato Baruzzi, scultore italiano († 1878)
- 16 marzo - Vittorio Garretti di Ferrere, generale italiano († 1861)
- 16 marzo - Fedele Sutter, arcivescovo cattolico italiano († 1883)
- 17 marzo - Jean-François Bayard, drammaturgo e librettista francese († 1853)
- 18 marzo - Christian Joseph Berres, anatomista austriaco († 1844)
- 18 marzo - Albert-Eugène Lachenal, medico e politico francese († 1883)
- 18 marzo - Jakob Steiner, matematico svizzero († 1863)
- 18 marzo - Nicolaus von Weis, vescovo cattolico tedesco († 1869)
- 20 marzo - Louis von Mutius, generale prussiano († 1866)
- 24 marzo - Zulma Carraud, scrittrice francese († 1889)
- 24 marzo - Franz Haller von Hallerkeö, generale austriaco († 1875)
- 24 marzo - Nunziante Ippolito, ginecologo e anatomista italiano († 1851)
- 25 marzo - William Feilding, VII conte di Denbigh, nobile inglese († 1865)
- 26 marzo - Giovan Maria Salati, militare italiano († 1879)
- 27 marzo - Robert James Graves, anatomista irlandese († 1853)

## Aprile(19)
- 6 aprile - Giovanni Grilenzoni, politico, patriota e imprenditore italiano († 1868)
- 6 aprile - Johann Adam Möhler, teologo tedesco († 1838)
- 8 aprile - Giovanni Bezzi, politico italiano († 1879)
- 8 aprile - Matteo Carcassi, chitarrista e compositore italiano († 1853)
- 10 aprile - Jim Bowie, militare statunitense († 1836)
- 10 aprile - Ferdinand Palluel, politico e avvocato francese († 1864)
- 14 aprile - Benjamin Bonneville, generale statunitense († 1878)
- 14 aprile - Ramond de la Croisette, drammaturgo francese († 1849)
- 16 aprile - Charles-François Duvernoy, basso-baritono francese († 1872)
- 16 aprile - Giacomo Andrea Giacomini, medico e farmacologo italiano († 1849)
- 19 aprile - Johann Baptist Friedreich, psichiatra e medico tedesco († 1862)
- 20 aprile - Francis Baring, I barone Northbrook, politico britannico († 1866)
- 24 aprile - Salvatore Fergola, pittore italiano († 1874)
- 24 aprile - Carl Leberecht Immermann, poeta e scrittore tedesco († 1840)
- 24 aprile - Giorgio Pallavicino Trivulzio, patriota e politico italiano († 1878)
- 25 aprile - Giuseppe Giacinto Moris, botanico e politico italiano († 1869)
- 26 aprile - Auguste Mathieu Panseron, compositore e insegnante francese († 1859)
- 27 aprile - Maria Ferdinanda di Sassonia, principessa († 1865)
- 29 aprile - Giacinto Cottin, politico italiano († 1878)

## Maggio(19)
- 1º maggio - Junius Brutus Booth, attore teatrale inglese († 1852)
- 2 maggio - Giuseppe Balducci, compositore italiano († 1845)
- 2 maggio - Pietro Conti da Cilavegna, ingegnere e inventore italiano († 1856)
- 4 maggio - Horace Mann, educatore e politico statunitense († 1859)
- 4 maggio - William H. Prescott, storico statunitense († 1859)
- 8 maggio - François-Auguste Mignet, scrittore, storico e giornalista francese († 1884)
- 9 maggio - August Friedrich Pauly, filologo classico tedesco († 1845)
- 11 maggio - Pierre Ravanas, imprenditore, mercante e agronomo francese († 1870)
- 12 maggio - Franz Josef Mone, archivista, storico e archeologo tedesco († 1871)
- 14 maggio - Andrea Cuffaro, patriota italiano († 1860)
- 17 maggio - Giulio Curioni, geologo, paleontologo e funzionario italiano († 1878)
- 17 maggio - Franz von Schober, poeta, librettista e attore teatrale austriaco († 1882)
- 20 maggio - Clément Bonnand, missionario e vescovo cattolico francese († 1861)
- 21 maggio - Reverdy Johnson, politico statunitense († 1876)
- 25 maggio - Hippolyte Auger, scrittore, traduttore e drammaturgo francese († 1881)
- 26 maggio - Armand Joseph Bruat, ammiraglio francese († 1855)
- 26 maggio - Luigi II del Liechtenstein, principe austriaco († 1858)
- 28 maggio - Michele Navazio, vescovo cattolico italiano († 1852)
- 31 maggio - Giacinto Corio, agronomo italiano († 1870)

## Giugno(18)
- 1º giugno - Nicolas Léonard Sadi Carnot, fisico, ingegnere e matematico francese († 1832)
- 4 giugno - Melchiorre Balbi, musicista, compositore e musicologo italiano († 1879)
- 9 giugno - Carl Ludwig Blume, botanico tedesco († 1862)
- 11 giugno - François-Louis Cailler, imprenditore svizzero († 1852)
- 12 giugno - Ang Duong, re cambogiano († 1860)
- 14 giugno - Carlotta Marchionni, attrice teatrale italiana († 1861)
- 16 giugno - François Baucher, cavaliere francese († 1873)
- 19 giugno - François Justin, politico francese († 1860)
- 20 giugno - Luigi Amat di San Filippo e Sorso, cardinale italiano († 1878)
- 21 giugno - Luigi Tarisio, collezionista d'arte italiano († 1854)
- 23 giugno - Ferdinando Giorgetti, compositore e violinista italiano († 1867)
- 23 giugno - Maria Leonarda Ranixe, religiosa italiana († 1875)
- 23 giugno - Luigi Scotti Douglas, generale italiano († 1880)
- 24 giugno - Charles Cousin-Montauban, politico e militare francese († 1878)
- 24 giugno - Friedrich Wilhelm Hemprich, naturalista e esploratore tedesco († 1825)
- 24 giugno - Johan Nugent, generale austriaco († 1849)
- 27 giugno - François-Xavier Joseph de Casabianca, politico, avvocato e nobile francese († 1881)
- 28 giugno - Carolina Amalia di Schleswig-Holstein-Sonderburg-Augustenburg, sovrana danese († 1881)

## Luglio(22)
- 2 luglio - Michael Thonet, ebanista austro-ungarico († 1871)
- 4 luglio - Karl Maria von Aretin, storico, diplomatico e politico tedesco († 1868)
- 6 luglio - Nicola I di Russia, sovrano russo († 1855)
- 6 luglio - Robert Wight, botanico scozzese († 1872)
- 9 luglio - Sebastiano Mondolfo, banchiere e filantropo italiano († 1873)
- 13 luglio - Gustav Seyffarth, egittologo e scrittore tedesco († 1885)
- 14 luglio - Domenico Reina, tenore svizzero († 1843)
- 15 luglio - Thomas Bulfinch, scrittore statunitense († 1867)
- 16 luglio - Jean-Baptiste Camille Corot, pittore francese († 1875)
- 18 luglio - Federico Lovera Di Maria, politico e militare italiano († 1871)
- 22 luglio - Carlo Pepoli, poeta, politico e librettista italiano († 1881)
- 23 luglio - Franz Berwald, compositore e violinista svedese († 1868)
- 24 luglio - Giorgio di Sassonia-Altenburg, duca († 1853)
- 24 luglio - John Middleton Clayton, politico e avvocato statunitense († 1856)
- 26 luglio - George Catlin, pittore statunitense († 1872)
- 26 luglio - Lizinska de Mirbel, pittrice francese († 1849)
- 27 luglio - Jacques Reclus, politico francese († 1882)
- 28 luglio - Pakubuwono VII, sovrano indonesiano († 1858)
- 29 luglio - Walter Hunt, inventore statunitense († 1859)
- 29 luglio - Christian Winther, poeta danese († 1876)
- 31 luglio - Jean-Gaspard Debureau, attore teatrale e mimo francese († 1846)
- 31 luglio - Maria di Sant'Eufrasia Pelletier, religiosa francese († 1868)

## Agosto(19)
- 1º agosto - François Désiré Roulin, naturalista, medico e illustratore francese († 1874)
- 4 agosto - Andrea Francesco Cozzi, chimico e farmacista italiano († 1854)
- 11 agosto - Ján Benedikti, letterato e insegnante slovacco († 1847)
- 14 agosto - Francis Charteris, IX conte di Wemyss, nobile scozzese († 1883)
- 15 agosto - Ignazio Pasini, tenore italiano († 1875)
- 15 agosto - John Torrey, botanico statunitense († 1873)
- 16 agosto - Frédéric de Courcy, drammaturgo, librettista e cantautore francese († 1862)
- 16 agosto - Francis Crozier, navigatore e esploratore irlandese
- 17 agosto - Guido Sorelli, scrittore e poeta italiano († 1847)
- 19 agosto - Agnes Strickland, scrittrice e storica inglese († 1874)
- 21 agosto - Asher Brown Durand, pittore statunitense († 1886)
- 22 agosto - David Canabarro, generale brasiliano († 1867)
- 22 agosto - Baden Powell, matematico e religioso britannico († 1860)
- 25 agosto - James Lick, mecenate statunitense († 1876)
- 25 agosto - Friedrich Ludwig Meissner, ginecologo e pediatra tedesco († 1860)
- 28 agosto - Irénée-Jules Bienaymé, statistico francese († 1878)
- 28 agosto - Mario Broglia, nobile, militare e politico italiano († 1857)
- 28 agosto - Agostino Caporilli Razza, poeta italiano († 1848)
- 30 agosto - Julien-Léopold Boilly, pittore francese († 1874)

## Settembre(17)
- 2 settembre - Ferdinand-Alphonse Hamelin, ammiraglio francese († 1864)
- 4 settembre - Peter Fendi, pittore e illustratore austriaco († 1842)
- 4 settembre - Karl Herwarth von Bittenfeld, generale prussiano († 1884)
- 5 settembre - Francesco Boffo, architetto svizzero († 1867)
- 6 settembre - Charles Follen, poeta e docente tedesco († 1840)
- 8 settembre - Jean-Jacques Champin, litografo e illustratore francese († 1860)
- 11 settembre - Eugénie Niboyet, attivista e giornalista francese († 1883)
- 13 settembre - Carlo Canera di Salasco, generale italiano († 1866)
- 16 settembre - Jean-Baptiste Bouillaud, medico francese († 1881)
- 19 settembre - Hartley Coleridge, poeta, biografo e saggista inglese († 1849)
- 19 settembre - Gennaro Di Giacomo, vescovo cattolico e politico italiano († 1878)
- 19 settembre - Richard Harlan, paleontologo, zoologo e erpetologo statunitense († 1843)
- 22 settembre - Luisa Sofia di Danneskiold-Samsøe, nobildonna danese († 1867)
- 24 settembre - Antoine-Louis Barye, scultore francese († 1875)
- 26 settembre - Ida di Waldeck e Pyrmont, principessa tedesca († 1869)
- 27 settembre - Carlo Biscaretti di Ruffia, generale e politico italiano († 1889)
- 30 settembre - Federica di Prussia, nobile († 1850)

## Ottobre(21)
- 4 ottobre - August Wilhelm Bach, organista e compositore tedesco († 1869)
- 6 ottobre - Evgenij Petrovič Obolenskij, militare russo († 1865)
- 9 ottobre - Joseph Bonomi il Giovane, scultore, disegnatore e egittologo inglese († 1878)
- 13 ottobre - Anders Adolf Retzius, anatomista e antropologo svedese († 1860)
- 14 ottobre - Carlo Conti, compositore italiano († 1868)
- 15 ottobre - Gallo Gallina, pittore, incisore e litografo italiano († 1874)
- 16 ottobre - Jean-Joseph Ader, scrittore, storico e drammaturgo francese († 1859)
- 17 ottobre - Leopold Kupelwieser, pittore austriaco († 1862)
- 20 ottobre - Pierre Lorillard III, imprenditore statunitense († 1867)
- 22 ottobre - Achille Etna Michallon, pittore francese († 1822)
- 22 ottobre - Defendente Sacchi, giornalista, filosofo e scrittore italiano († 1840)
- 23 ottobre - Miguel Calmon Dupin e Almeda, politico brasiliano († 1865)
- 23 ottobre - Stefano Franscini, politico e pedagogista svizzero († 1857)
- 24 ottobre - Girolamo Gargiolli, letterato e politico italiano († 1869)
- 24 ottobre - August von Platen-Hallermünde, poeta e drammaturgo tedesco († 1835)
- 24 ottobre - David Roberts, pittore britannico († 1864)
- 28 ottobre - Carlo Egon II di Fürstenberg, principe († 1854)
- 29 ottobre - Pietro Capei, giurista italiano († 1868)
- 30 ottobre - Wilhelm August Rieder, pittore austriaco († 1880)
- 31 ottobre - Carlo Giuliani, organaro italiano († 1855)
- 31 ottobre - Ottilie von Goethe, scrittrice e nobile tedesca († 1872)

## Novembre(12)
- 4 novembre - Eugen I Karl Czernin von und zu Chudenitz, nobile, politico e storico boemo († 1868)
- 6 novembre - George Back, ammiraglio e esploratore britannico († 1878)
- 6 novembre - Leopoldo II di Lippe, principe tedesco († 1851)
- 11 novembre - Phan Thanh Giản, vietnamita († 1867)
- 13 novembre - Vincenzo De Monte, avvocato, magistrato e politico italiano († 1869)
- 14 novembre - Domenico Maria Belzoppi, politico sammarinese († 1864)
- 14 novembre - Friederike Funk, soprano tedesca
- 15 novembre - Pietro Massini, tenore italiano
- 19 novembre - Christian Lorenz Sommer, filologo classico tedesco († 1846)
- 25 novembre - Maximilian von Pelkhoven, politico e giurista tedesco († 1864)
- 25 novembre - Andreas von Ettingshausen, fisico e matematico tedesco († 1878)
- 30 novembre - Johann Carl Gottfried Loewe, compositore, direttore d'orchestra e baritono tedesco († 1869)

## Dicembre(17)
- 3 dicembre - Francis Patrick Kenrick, arcivescovo cattolico irlandese († 1863)
- 6 dicembre - Joseph W. Jackson, politico statunitense († 1854)
- 8 dicembre - Paolo Solaroli di Briona, generale, avventuriero e nobile italiano († 1878)
- 9 dicembre - James Sevier Conway, politico statunitense († 1855)
- 9 dicembre - Domenico Lucciardi, cardinale italiano († 1864)
- 11 dicembre - Richard Curzon-Howe, I conte Howe, nobile inglese († 1870)
- 13 dicembre - George Storrs, scrittore e insegnante statunitense († 1879)
- 14 dicembre - Lilburn Boggs, politico statunitense († 1860)
- 17 dicembre - Thomas Chandler Haliburton, scrittore canadese († 1865)
- 21 dicembre - Tomasz Zan, poeta e attivista polacco († 1855)
- 24 dicembre - Fernán Caballero, scrittrice spagnola († 1877)
- 25 dicembre - Juan Esteban Pedernera, militare e politico argentino († 1886)
- 25 dicembre - Karl Friedrich von Steinmetz, generale tedesco († 1877)
- 26 dicembre - Francesco Sponzilli, militare, scienziato e architetto italiano († 1864)
- 29 dicembre - Ferdinand Petrovič Vrangel', ammiraglio e esploratore russo († 1870)
- 30 dicembre - Eduard Jakob Wedekin, vescovo cattolico tedesco († 1870)
- 30 dicembre - Miklós Wesselényi, politico ungherese († 1850)

## Senza giorno specificato(37)
- Francis Adams, medico e traduttore scozzese († 1861)
- Jean Zuléma Amussat, chirurgo francese († 1856)
- Wilhelm Adolf Becker, storico tedesco († 1846)
- José Antonio Carrillo, politico e militare messicano († 1862)
- François Fulgis Chevallier, medico e botanico francese († 1840)
- Gilles-François Closson, pittore belga († 1842)
- Franz von Cordon, generale e politico austriaco († 1869)
- Adolphe Crémieux, giurista e politico francese († 1880)
- Gabriel Delafosse, mineralogista francese († 1878)
- Sophia FitzClarence, nobildonna inglese († 1837)
- Henry Foster, fisico britannico († 1831)
- Alessandro François, archeologo italiano († 1857)
- Carl Geyer, entomologo tedesco († 1841)
- Paolo Giuseppe Ghebart, compositore, direttore d'orchestra e violinista italiano († 1870)
- Alexandru II Ghica, nobile rumeno († 1862)
- Pável Gorianinov, botanico e naturalista russo († 1865)
- William Jameson, botanico scozzese († 1873)
- Théodore-Simon Jouffroy, filosofo francese († 1842)
- Antōnios Kriezīs, militare, patriota e politico greco († 1865)
- Karl Wilhelm Krüger, filologo classico tedesco († 1874)
- Pierre Ligier, attore teatrale francese († 1872)
- Pasquale Manni, scultore italiano († 1876)
- Luigi Marchesini, architetto italiano († 1882)
- Manto Mavrogenous, rivoluzionaria greca († 1848)
- Joseph Meyer, editore tedesco († 1856)
- Robert Otway-Cave, politico britannico († 1844)
- Angelo Pichi, militare e patriota italiano († 1882)
- Johann Christian Poggendorff, fisico tedesco († 1877)
- George Pritchard, missionario e diplomatico britannico († 1883)
- Domenico Romeo, patriota italiano († 1847)
- Giovan Battista Silvestri, architetto e pittore italiano († 1873)
- Domenico Tranaso, notaio e patriota italiano († 1854)
- Mirza Shafi Vazeh, poeta azero († 1852)
- Giovanni Battista Verger, tenore italiano
- Edward Gibbon Wakefield, politico inglese († 1862)
- John Williams, missionario inglese († 1839)
- Marcin Zaleski, pittore polacco († 1877)